# Blood Drive
Blood Drive è il quinto album in studio del gruppo rock statunitense ASG, pubblicato nel 2013.

## Tracce
1. Avalanche
2. Blood Drive
3. Day's Work
4. Scrappy's Trip
5. Castlestorm
6. Blues for Bama
7. Earthwalk
8. Children's Music
9. Hawkeye
10. Stargazin
11. The Ladder
12. Good Enough to Eat
13. Mourning of the Earth